# Gavin Hambly
Gavin Hambly (* 4. Juli 1934 in Sevenoaks; † 18. Oktober 2006) war ein britischer Historiker und Orientalist.

## Leben
Gavin Hambly studierte und promovierte am King’s College der Universität Cambridge. Dort war er Schüler des Indologen und Historikers Percival Spear. 1961 wurde er Research Fellow des St. Anthony College in Oxford und ging bis 1963 in den Iran. 1963/64 war er Smut´s Research Historian in Cambridge. Später war er Professor an der University of Texas in Dallas.
Hambly befasste sich mit der Geschichte Indiens, des Irans und angrenzender Gebiete. 1966 schrieb er eine Biographie von John Malcolm, der 1815 eine Geschichte Persiens veröffentlichte.

## Schriften
- als Herausgeber und Mitautor: Zentralasien, Fischer Weltgeschichte, Band 16, 1966 (Englische Ausgabe Central Asia, Weidenfeld and Nicholson 1969)
  - Autoren neben Hambly: Alexandre Bennigsen, David Bivar, Hélène Carrère d’Encausse, Mahin Hajianpur, Alastair Lamb, Chantal Lemercier-Quelquejay, Richard Pierce.